# ناحية دابودشت
ناحية دابودشت (بالفارسية: بخش دابودشت) هي ناحية في مقاطعة آمل التابعة لمحافظة ازندران في إيران. المركز الإداري لها هو دابودشت. في تعداد عام 2006، كان عدد سكانها 74,687 نسمة في 19,356 عائلة. فيها مدينة واحدة: دابودشت. وقسمان ريفيان: قسم دابوي الجنوبي الريفي وقسم دشت سر الريفي.